# Caiac canoe la Jocurile Olimpice de vară din 2020 - C-1 200 m feminin
Proba feminină de canoe C-1 200 de metri de la Jocurile Olimpice de vară din 2020 a avut loc în perioada 4-5 august 2021 pe Sea Forest Waterway. 
La această probă vor participa 12 sportive. Dintre acestea, 5 vor fi selectate în urma Campionatului Mondial din 2019. Locurile rămase vor fi acordate în după calificările regionale, precum și după Cupa Mondială din 2020, iar un loc este rezervat țării gazdă, Japonia.

## Program
Orele sunt ora Japoniei (UTC+9) 
| Data                    | Timp | Etapă                         |
| ----------------------- | ---- | ----------------------------- |
| Miercuri, 4 august 2021 | 9:30 | Calificări Sferturi de finală |
| Joi, 5 august 2021      | 9:30 | Semifinale Finala             |

## Rezultate
Primele două echipaje din fiecare serie se califică în semifinale, iar celelalte se califică pentru sferturile de finală.

### Calificări

#### Seria 1
| Loc | Culoar | Canotoare        | Țară       | Timp   | Note |
| --- | ------ | ---------------- | ---------- | ------ | ---- |
| 1   | 3      | Liudmyla Luzan   | Ucraina    | 45,571 | SE   |
| 2   | 6      | Lin Wenjun       | China      | 46,449 | SE   |
| 3   | 2      | Antía Jácome     | Spania     | 46,691 | SF   |
| 4   | 5      | María Mailliard  | Chile      | 47,557 | SF   |
| 5   | 4      | Irina Andreeva   | COR        | 48,192 | SF   |
| 6   | 1      | Nilufar Zokirova | Uzbekistan | 49,686 | SF   |
| 7   | 7      | Manaka Kubota    | Japonia    | 50,608 | SF   |

#### Seria 2
| Loc | Culoar | Canotoare               | Țară                       | Timp   | Note |
| --- | ------ | ----------------------- | -------------------------- | ------ | ---- |
| 1   | 5      | Nevin Harrison          | Statele Unite ale Americii | 44,938 | SE   |
| 2   | 3      | Katherin Nuevo Segura   | Cuba                       | 46,533 | SE   |
| 3   | 1      | Virág Balla             | Ungaria                    | 46,852 | SF   |
| 4   | 4      | Anastasiia Chetverikova | Ucraina                    | 47,472 | SF   |
| 5   | 7      | Bernadette Wallace      | Australia                  | 48,209 | SF   |
| 6   | 2      | Margarita Torlopova     | Kazahstan                  | 49,721 | SF   |
| 7   | 6      | Maria Olărașu           | Republica Moldova          | 50,607 | SF   |

#### Seria 3
| Loc | Culoar | Canotoare                 | Țară           | Timp   | Note |
| --- | ------ | ------------------------- | -------------- | ------ | ---- |
| 1   | 3      | Katie Vincent             | Canada         | 46,391 | SE   |
| 2   | 5      | Yarisleidis Cirilo Duboys | Cuba           | 47,267 | SE   |
| 3   | 1      | Ayomide Emmanuel Bello    | Nigeria        | 47,539 | SF   |
| 4   | 4      | Katie Reid                | Marea Britanie | 47,876 | SF   |
| 5   | 6      | Orasa Thiangkathok        | Thailanda      | 48,262 | SF   |
| 6   | 2      | Josephine Bulmer          | Australia      | 53,354 | SF   |

#### Seria 4
| Loc | Culoar | Canotoare                 | Țară       | Timp   | Note |
| --- | ------ | ------------------------- | ---------- | ------ | ---- |
| 1   | 2      | Laurence Vincent-Lapointe | Canada     | 45,408 | SE   |
| 2   | 5      | Olesia Romasenko          | COR        | 46,126 | SE   |
| 3   | 4      | Alena Nazdrova            | Belarus    | 46,731 | SF   |
| 4   | 3      | Lisa Jahn                 | Germania   | 47,439 | SF   |
| 5   | 1      | Dilnoza Rakhmatova        | Uzbekistan | 47,716 | SF   |
| 6   | 6      | Teruko Kiriake            | Japonia    | 50,326 | SF   |

#### Seria 5
| Loc | Culoar | Canotoare           | Țară              | Timp   | Note |
| --- | ------ | ------------------- | ----------------- | ------ | ---- |
| 1   | 5      | Dorota Borowska     | Polonia           | 47,655 | SE   |
| 2   | 6      | Kincső Takács       | Ungaria           | 47,977 | SE   |
| 3   | 1      | Daniela Cociu       | Republica Moldova | 48,338 | SF   |
| 4   | 3      | Staniliya Stamenova | Bulgaria          | 48,477 | SF   |
| 5   | 2      | Sophie Koch         | Germania          | 48,601 | SF   |
| 6   | 4      | Vanesa Tot          | Croația           | 49,280 | SF   |

### Sferturi de finală
Primele două echipaje din fiecare serie se califică în semifinale, iar celelalte sunt eliminate.

#### Sfertul de finală 1
| Loc | Culoar | Canotoare               | Țară              | Timp   | Note |
| --- | ------ | ----------------------- | ----------------- | ------ | ---- |
| 1   | 6      | Antía Jácome            | Spania            | 45,668 | SE   |
| 2   | 3      | María Mailliard         | Chile             | 46,122 | SE   |
| 3   | 4      | Anastasiia Chetverikova | Ucraina           | 46,509 |      |
| 4   | 7      | Bernadette Wallace      | Australia         | 48,330 |      |
| 5   | 2      | Orasa Thiangkathok      | Thailanda         | 48,559 |      |
| 6   | 8      | Nilufar Zokirova        | Uzbekistan        | 48,995 |      |
| 7   | 9      | Maria Olărașu           | Republica Moldova | 49,002 |      |
| 8   | 1      | Teruko Kiriake          | Japonia           | 49,413 |      |

#### Sfertul de finală 2
| Loc | Culoar | Canotoare           | Țară              | Timp   | Note |
| --- | ------ | ------------------- | ----------------- | ------ | ---- |
| 1   | 5      | Virág Balla         | Ungaria           | 46,218 | SE   |
| 2   | 6      | Irina Andreeva      | COR               | 46,637 | SE   |
| 3   | 2      | Dilnoza Rakhmatova  | Uzbekistan        | 46,645 |      |
| 4   | 3      | Katie Reid          | Marea Britanie    | 47,821 |      |
| 5   | 1      | Vanesa Tot          | Croația           | 48,375 |      |
| 6   | 4      | Daniela Cociu       | Republica Moldova | 48,594 |      |
| 7   | 6      | Margarita Torlopova | Kazahstan         | 49,051 |      |

#### Sfertul de finală 3
| Loc | Culoar | Canotoare              | Țară      | Timp   | Note |
| --- | ------ | ---------------------- | --------- | ------ | ---- |
| 1   | 4      | Alena Nazdrova         | Belarus   | 46,950 | SE   |
| 2   | 6      | Lisa Jahn              | Germania  | 47.049 | SE   |
| 3   | 5      | Ayomide Emmanuel Bello | Nigeria   | 47,326 |      |
| 4   | 2      | Sophie Koch            | Germania  | 48,891 |      |
| 5   | 3      | Staniliya Stamenova    | Bulgaria  | 48,939 |      |
| 6   | 1      | Manaka Kubota          | Japonia   | 49,769 |      |
| 7   | 7      | Josephine Bulmer       | Australia | 51,474 |      |

### Semifinale
Primele patru echipaje din fiecare serie se califică în Finala A, iar celelalte sunt calificate în Finala B.

#### Semifinala 1
| Loc | Culoar | Canotoare             | Țară     | Timp   | Note |
| --- | ------ | --------------------- | -------- | ------ | ---- |
| 1   | 5      | Liudmyla Luzan        | Ucraina  | 47,339 | FA   |
| 2   | 2      | Olesia Romasenko      | COR      | 47,368 | FA   |
| 3   | 4      | Katie Vincent         | Canada   | 47,604 | FA   |
| 4   | 3      | Dorota Borowska       | Polonia  | 47,703 | FA   |
| 5   | 1      | María Mailliard       | Chile    | 48,198 | FB   |
| 6   | 7      | Virág Balla           | Ungaria  | 48,257 | FB   |
| 7   | 8      | Lisa Jahn             | Germania | 49,136 | FB   |
| 8   | 6      | Katherin Nuevo Segura | Cuba     | 49,242 | FB   |

#### Semifinala 2
| Loc | Culoar | Canotoare                 | Țară                       | Timp   | Note |
| --- | ------ | ------------------------- | -------------------------- | ------ | ---- |
| 1   | 4      | Nevin Harrison            | Statele Unite ale Americii | 46,697 | FA   |
| 2   | 3      | Lin Wenjun                | China                      | 47,161 | FA   |
| 3   | 5      | Laurence Vincent-Lapointe | Canada                     | 47,294 | FA   |
| 4   | 7      | Antía Jácome              | Spania                     | 47,414 | FA   |
| 5   | 1      | Alena Nazdrova            | Belarus                    | 48,120 | FB   |
| 6   | 6      | Yarisleidis Cirilo Duboys | Cuba                       | 48,375 | FB   |
| 7   | 8      | Irina Andreeva            | COR                        | 49,147 | FB   |
| 8   | 2      | Kincső Takács             | Ungaria                    | 49,178 | FB   |

### Finale

#### Finala B
| Loc | Culoar | Canotoare                 | Țară     | Timp   | Note |
| --- | ------ | ------------------------- | -------- | ------ | ---- |
| 9   | 3      | Virág Balla               | Ungaria  | 47,560 |      |
| 10  | 5      | María Mailliard           | Chile    | 47,610 |      |
| 11  | 4      | Alena Nazdrova            | Belarus  | 48,085 |      |
| 12  | 6      | Yarisleidis Cirilo Duboys | Cuba     | 48,582 |      |
| 13  | 7      | Lisa Jahn                 | Germania | 48,798 |      |
| 14  | 8      | Kincső Takács             | Ungaria  | 48,921 |      |
| 15  | 2      | Irina Andreeva            | COR      | 48,930 |      |
| 16  | 1      | Katherin Nuevo Segura     | Cuba     | 49,024 |      |

#### Finala A
| Loc | Culoar | Canotoare                 | Țară                       | Timp   | Note |
| --- | ------ | ------------------------- | -------------------------- | ------ | ---- |
| 1   | 4      | Nevin Harrison            | Statele Unite ale Americii | 45,932 |      |
| 2   | 2      | Laurence Vincent-Lapointe | Canada                     | 46,786 |      |
| 3   | 5      | Liudmyla Luzan            | Ucraina                    | 47,034 |      |
| 4   | 1      | Dorota Borowska           | Polonia                    | 47,116 |      |
| 5   | 8      | Antía Jácome              | Spania                     | 47,226 |      |
| 6   | 6      | Lin Wenjun                | China                      | 47,608 |      |
| 7   | 3      | Olesia Romasenko          | COR                        | 47,777 |      |
| 8   | 7      | Katie Vincent             | Canada                     | 47,834 |      |